# Свищове
Свищове (Свищеве, біл. Свішчова) — село в Білорусі, у Кам'янецькому районі Берестейської області. Орган місцевого самоврядування — Войська сільська рада.

## Географія
Розташоване за 15 км на південний захід від Кам'янця, за 16 км від залізничної станції Лищиці.

## Історія
Маєток у селі належав Гриневецьким. У 1921 році село входило до складу гміни Ратайчиці Берестейського повіту Поліського воєводства Польської Республіки. У 1920-1930-х роках у сільській школі викладалася українська мова та література.

## Населення
Станом на 10 вересня 1921 року в селі налічувалося 26 будинків та 129 мешканців, з них:
- 56 чоловіків та 73 жінки;
- 129 православних;
- 129 українців (русинів).

За переписом населення Білорусі 2009 року чисельність населення села становило 234 особи.